# ستيف لافي
ستيف لافي (بالإنجليزية: Steve Levy)‏ هو سياسي أمريكي، ولد في 25 أغسطس 1959 في الولايات المتحدة. حزبياً، نشط في الحزب الجمهوري والحزب الديمقراطي. وقد انتخب عضو جمعية ولاية نيويورك.

## وصلات خارجية
- الموقع الرسمي